# Attentatet mot Richard Nixon
Attentatet mot Richard Nixon (originaltitel: The Assassination of Richard Nixon) är en amerikansk dramafilm från 2004 i regi av Niels Mueller. Mueller har även skrivit filmens manus tillsammans med Kevin Kennedy.

## Handling
Samuel Byck tycker att allt i livet går honom emot och bestämmer sig för att göra något som sätter spår i historien: att mörda USA:s president Richard Nixon.

## Rollista (urval)
- Sean Penn - Samuel Bicke
- Naomi Watts - Marie Bicke
- Don Cheadle - Bonny Simmons
- Jack Thompson - Jack Jones
- Brad William Henke - Martin Jones
- Nick Searcy - Tom Ford
- Michael Wincott - Julius Bicke
- Mykelti Williamson - Harold Mann
- April Grace - Mae Simmons